# ハイロード
ハイロード（Highlord、1999年 - ）は、イタリアのメロディックスピードメタルバンド。
聖闘士星矢や北斗の拳、ドラゴンボール、新世紀エヴァンゲリオンといった、日本の人気テレビアニメの主題歌をカヴァーしてアルバムに収録するのが恒例となっている。

## メンバー
- Andrea Marchisio アンドレア・マルキジオ (Vo)
- Stefano Droetto ステファノ・ドロエット (G)
- Luca Pellegrino ルカ・ペレグリーノ (Dr)
- Emanuele Salsa エマヌエレ・サルサ(Key)
- Massimiliano Flak マッシミリアーノ・フラーク(B)

## 過去のメンバー
- Diego De Vita ディエゴ・デ・ヴィータ (B)
- Vasce ヴァッセ (Vo)(～2001)
- Alex Muscio アレックス・ムショ (Key)
- Daniele Veronese ダニエレ・ヴェロネーゼ(B)

## ディスコグラフィー

### アルバム
- 1999年 Heir Of Power
- 2001年 When The Aurora Falls...
- 2002年 Breath Of Eternity
- 2004年 Medusa's Coil
- 2006年 Instant Madness
- 2009年 The Death of the Artists
- 2013年 The Warning After